# بيتا شنايدري
بيتا شنايدري (الاسم العلمي: Hydrornis schneideri) (بالإنجليزية: Schneider's Pitta)‏ هي نوع من الطيور تتبع جنس البيتا المخطط من فصيلة طيور البيتا.